# Bhowali
Bhowali is een stad en gemeente in het district Nainital van de Indiase staat Uttarakhand. 

## Demografie
Volgens de Indiase volkstelling van 2001 wonen er 5.302 mensen in Bhowali, waarvan 54% mannelijk en 46% vrouwelijk is. De plaats heeft een alfabetiseringsgraad van 80%. 